# تهویه مطبوع خورشیدی

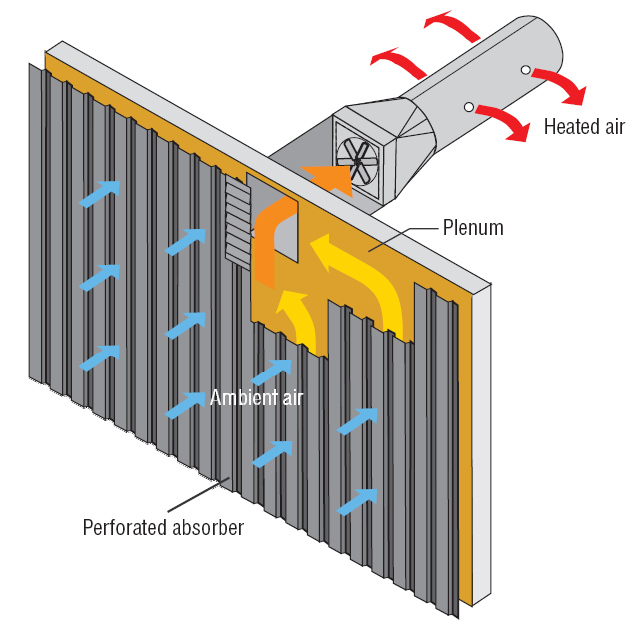
نحوه عملکرد تهویه مطبوع خورشیدی

تهویه مطبوع خورشیدی (به انگلیسی: Solar air conditioning)، به هر نوع سامانهٔ تهویه مطبوع (خنک‌کننده) هوا که از انرژی خورشیدی استفاده می‌کند، گفته‌می‌شود.
تهویه مطبوع خورشیدی می‌تواند از راه نور خورشید به‌طور غیرمستقیم، تبدیل انرژی گرمایی خورشید و مُوَلِد برق نوری، (نور خورشید به برق) صورت پذیرد. قانون ۲۰۰۷ استقلال و امنیت انرژی ایالات متحدهمصوبه در سال ۲۰۰۸ به تأسیس صندوقی در ۲۰۱۲ مختص به برنامه تحقیقات و توسعه سامانه تهویه مطبوع جدید خورشیدی منجر شد، که مجبور به توسعه و اجرای ابداعات فناوری نو چندگانه و صرفه‌جویی‌های تولید انبوه است. تهویه هوای خورشیدی نقش فزاینده‌ای را در طراحی ساختمان‌های انرژی صفر و مولد انرژی دارد. انرژی که از خورشید دریافت می‌شود، انرژی خورشیدی نامیده می‌شود. خورشید از هزاران سال پیش منبعی عالی برای تأمین انرژی بوده‌است. تهویه هوای مطبوع خورشیدی جزو اختراعات جدید و بهینه در زمینه محافظت از محیط زیست است که هم در فصل سرما و هم در فصل گرما مورد استفاده قرار می‌گیرد. مطالب فوق تأیید شده می‌باشند.

## خشک‌کننده‌های خورشیدی با مدار باز مستقیم
در هر دو خشک‌کننده جامد (مانند ژل سیلیکا یا زئولیت) یا مایع (مانند برمید لیتیم یا لیتیم کلرید) با از دست رفتن رطوبت هوا با عبور از آن‌ها برای ایجاد یک چرخه خنک‌کننده مکانیکی یا تبخیری مفید، کارامدی خود را از دست می‌دهد. سپس خشک‌کننده برای نم‌گیری از انرژی گرمایی خورشیدی، در یک چرخه پر بازده، کم‌مصرف و ادامه‌دار تغذیه می‌شود. با یک سامانه مولد برق نوری و یک پنکه کم مصرف گرداننده هوا و یک موتور با چرخش آهسته برای یک صفحهٔ گردان بزرگ متصل به خشک‌کن، می‌توان نیرورسانی کرد.
سامانه‌های تهویه بازیافت انرژی یک‌روند هدایت‌شده را برای تهویه یک خانه همراه با کاهش اتلاف انرژی فراهم می‌آورند. برای کاهش هزینه گرم‌کردن هوای تهویه شده در زمستان با انتقال گرما از هوای گرم داخل با هوای آزاد (اما سرد) ورودی، هوا از میان یک «چرخ حرارت فعال» (معمولاً با استفاده از ژل سیلیکا) عبور می‌کند. در تابستان، برای کاهش هزینه‌های سرمایش هوا، هوای داخل، هوای گرم‌تر ورودی را خنک می‌کند. این سامانه تهویه کم‌انرژی پنکه و موتور را می‌توان توسط مولدهای نوری با روش طبیعی تخلیه گرمای هم‌رفتی به سوی یک دودکش خورشیدی، به شکل مقرون به صرفه‌ای برق‌رسانی کرد؛ انتقال هم‌رفتی گرما بر جریان هوای ورودی به سمت پایین اعمال می‌شود (وزش، جابه‌جایی طبقات اتمسفری تحت‌تأثیر گرما).
خشک‌کننده‌ای مانند کلسیم کلرید را می‌توان به‌منظور ایجاد یک آب‌نمای گردشی جذاب، با آب ترکیب کرد، که رطوبت فضا را با استفاده از انرژی گرمای خورشیدی برای بازتولید مایع، و یک پمپ آب کم‌مصرف با برق PV، جذب می‌کند.
سرمایش خورشیدی فعال که در آن جاذبه‌های گرمای خورشیدی، انرژی ورودی را برای یک سامانه سرمایش خشک‌کن تأمین می‌کنند، سامانه‌های تجاری متعدد موجود در بازار هستند که برای هر دو چرخه رطوبت‌گیری و بازتولید، هوا را از میان یک رابط خشک‌کن اشباع شده می‌دمند. گرمای خورشیدی یک راه برای تأمین نیروی چرخه احیا است. از لحاظ نظری برج‌های پرشده را می‌توان برای ایجاد یک گردش جریان متضاد هوا و مایع خشک‌کن به کار برد، اما معمولاً در دستگاه‌های تجاری موجود در بازار استفاده نمی‌شود. ثابت شده‌است که پیش گرمایش هوا موجب ارتقای بازده احیای خشک‌کن می‌شود. ستون توپر به‌عنوان یک رطوبت‌گیر یا احیاکننده، با کاهش افت فشار توسط نصب مناسب، نتایج خوبی را دربرداشته‌است.

## سرمایش غیرفعال خورشیدی
در این نوع سامانه سرمایشی، گرمای خورشیدی مستقیماً برای ایجاد یک محیط خنک یا به کار اندازی هرگونه سیکل سرمایش مستقیم، به کار نمی‌رود. در عوض، روی طراحی ساختمان خورشیدی بر کاهش سرعت انتقال گرما به داخل ساختمان در تابستان، و بهبود اتلاف گرمای ناخواسته تمرکز می‌شود. این موضوع نیازمند درک صحیحی از مکانیزم انتقال گرما است: رسانش گرما، انتقال همرفتی گرما، تابش گرمایی و نیز از خود خورشید.
برای مثال، از نشانه‌های طراحی ضعیف در گرمایش، یک زیر شیروانی است که در تابستان گرم‌تر از اوج دمای هوای بیرون می‌شود. این موضوع می‌تواند با یک بام سرد یا بام سبز، که قابلیت کاهش دمای سطح بام در تابستان تا ۷۰ °F برابر ۴۰ °C دارد، کاسته یا حذف گردد. یک عایق تابشی و یک فضای خالی هوایی در زیر بام تا ۹۷٪ از ورود تابش گرمای خورشید از سطح بام به پایین جلوگیری می‌کند.
ساخت سرمایش غیرفعال خورشیدی در بناهای جدید بسیار ساده‌تر از تبدیل سامانه ساختمان‌ها است. نکات طراحی زیادی در رابطه با سرمایش غیرفعال خورشیدی وجود دارد. موارد مذکور عنصر مقدماتی طراحی بنای انرژی صفر در یک آب و هوای گرم است.

## سرمایش خورشید جذب و رونشینی (جذب سطحی) مدار بسته
در زیر، فناوری‌های رایج مورد استفاده در تهویه هوای مدار بسته گرمای خورشیدی، آمده‌است:
- جذب: NH 3/Hاکسیژن یا آمونیاک/آب
- جذب:جذب آب/لیتیوم برومید
- جذب:آب/ لیتیوم کلرید
- جذب:آب/ژل سیلیکا یا آب/زئولیت
- جذب:متانول/کربن فعال[۶]

سرمایش فعال خورشیدی از جاذب‌های گرمای خورشید برای تأمین انرژی خورشیدی برای چیلرهای با مولد گرمایی (معمولاً چیلرهای جذبی یا جذب سطحی) بهره می‌برند. انرژی خورشیدی مایعی را که گرمای مورد نیاز مولدهای چیلر جذبی را تأمین می‌کند و به چرخه جاذب‌ها بازمی‌گردد، گرم می‌کند. گرمای ورودی به مولد سبب گردش یک چرخه سرمایش می‌شود که آب سرد تولید می‌کند. آب سرد شده (سامانه چیلر) در سرمایش بزرگ صنعتی و تجاری به کار می‌رود.
انرژی گرمایی خورشید (Solar thermal energy) را می‌توان برای سرمایش پربازده در تابستان، و همچنین گرمایش آب داغ خانگی و ساختمان‌ها در زمستان مورد استفاده قرار داد. در طراحی‌های مختلف سامانه سرمایش انرژی خورشیدی چرخه‌های تکراری سرمایش جذبی تکی، دوگانه یا سه‌گانه به کار می‌روند. هرچه تعداد چرخه‌ها بیشتر شود، بازده آن‌ها بالاتر می‌رود. چیلرهای جذبی دارای صدا و لرزش کمتری نسبت به چیلرهای دارای کمپرسور هستند، اما هزینه استفاده از آن‌ها نسبتاً زیاد است.
تنها آب مورد نیاز چیلرهای جذبی پربازده حداقل باید ۱۹۰ °F برابر ۸۸ °C دما داشته‌است. در مقابل، آب مورد استفاده در جاذب‌های گرمای خورشیدی تخت ارزان قیمت فقط ۱۶۰درجه فارنهایت برابر ۷۱ °C دما دارد. برای تولید آب مورد نیاز با دمای بالاتر، صفحات تخت با حرارت بالا، جاذب‌های محفظه جذب یا تخلیه لازم است. در تأسیسات با مقیاس بزرگ پروژه‌های موفق متعددی از لحاظ فنی و اقتصادی در دنیا موجودند، از جمله، در مراکز "کایزا جرال دو دپوزیتو" در لیسبون با ۱٬۵۷۹ متر مربع جاذب خورشیدی و نیروی سرمایش ۵۴۵ کیلو وات، یا در دهکده المپیک سیلینگ در جینجاوی چین. در سال ۲۰۱۱ قدرتمندترین نیروگاه در بنای تازه تأسیس کالج دنیای متحد سنگاپور (۱۵۰۰ کیلو وات) به کار خواهد افتاد.
این پروژه‌ها نشان داده‌اند که جاذب‌های تخت خورشیدی به ویژه برای دماهای بالای ۲۰۰ °F برابر ۹۳ °C (دارای روکش دوجداره، عایق پشت، و غیره) می‌توانند مؤثر و مقرون به صرفه باشند. هنگامی که امکان گرم کردن آب بالای ۱۹۰ °F برابر ۸۸ °C وجود داشته باشد، می‌توان آن را ذخیره نمود و در هنگام نبود تابش خورشید مورد استفاده قرار داد.
یک نمونه ناموفق نصب تهویه هوای خورشیدی، مرکز محیط زیست آدوبون در لس آنجلس است، که کمی پس از راه‌اندازی از کار افتاد و دیگر استفاده نمی‌شود. شرکت گاز کالیفرنیای جنوبی (شرکت گاز) نیز در حال آزمایش عملی سامانه‌های سرمایش خورشیدی در مرکز منابع انرژی خود (ERC) در داونی کالیفرنیا هستند. جاذب‌های خورشیدی سوپوگی و کوگنرا بر بام ERC نصب شده و سرمایش سامانه تهویه هوای ساختمان را تأمین می‌کنند. شهر مصدر در امارات متحده عربی هم در حال آزمایش یک نیروگاه جذبی دو فاز با استفاده از جاذب‌های سهمی شکل سوپوگی، ردیف فرنسل میروکس و پنل‌های خورشیدی خلأ TVP است.
در اواخر قرن ۱۹، رایج‌ترین مایع برای سرمایش جذبی، محلولی از آمونیاک و آب بود. امروزه استفاده از ترکیب لیتیم برومید و آب نیز رایج است. در یک انتهای سامانه لوله‌های انقباض/انبساط گرم می‌شوند، و انتهای دیگر به اندازه‌ای سرد می‌شود تا یخ بزند. در اصل گاز طبیعی در اواخر قرن ۱۹ به عنوان منبع گرمایی به کار رفت. امروزه در یخچال‌های چیلر جذبی لوازم رایج از پروپان استفاده می‌شود. می‌توان از جاذب‌های انرژی خورشیدی ابداعی آب گرم نیز به عنوان منبع گرمایی «انرژی آزاد» مدرن استفاده کرد. چیلرهای جذبی تا ۱۵۰ سال برای تولید یخ استفاده می‌شدند (پیش از اختراع حباب چراغ برقی). این یخ را می‌توان ذخیره کرده و به عنوان "باتری یخی" برای سرمایش هنگام نبود تابش آفتاب استفاده کرد، همان‌طور که در سال ۱۹۹۵ در هتل اوتانی نو در توکیو ژاپن این‌گونه بود. الگوهای ریاضی در زمینه کلی برای محاسبات عملکرد ذخیره انرژی گرمایی با یخ وجود دارند.
یخ ساز ایزاک یک چرخه متناوب جذبی آب آمونیاک است. ایزاک یک جاذب خورشیدی سهمی شکل و یک طراحی کوچک و کارآمد را برای تولید یخ بدون ورودی سوخت یا برق، و بدون قطعات متحرک، به کار می‌بندد.
منابع سامانه‌های سرمایش خورشیدی شامل SOLID، برای کاربردهای تجاری اختصار سوپوگی، کوگنرا، میروکس و TVP نوری، و ClimateWell, فیگور روتاریکا، سورتک و دایکین برای سامانه‌های مسکونی کاربرد دارد. کوگنرا برای تولید گرما و انرژی الکتریکی که می‌تواند در سرمایش استفاده شود، شبه مولد خورشیدی را به کار می‌گیرد.

## سرمایش خورشیدی فوتوولتاییک (PV)
سلول‌های فوتوولتاییک می‌توانند نیروی کلیه سامانه‌های سرمایشی برقی را چه با کمپرسورهای معمولی یا جذبی و جذب سطحی تأمین کنند؛ هرچند استفاده از کمپرسورها رایج‌تر می‌باشد. برای سامانه سرمایش مسکونی کوچک یا تجاری کوچک (کمتر از ۵ مگاوات ساعت\آمپر) سرمایش با مولد نوری رایج‌ترین فناوری سرمایش خورشیدی به کار رفته می‌باشد. دلیل آن مورد بحث است، اما بیشترین دلایل بیان‌شده عبارتند از ساختار محرک، کمبود تجهیزات در ابعاد مسکونی برای دیگر فناوری‌های سرمایش خورشیدی، ظهور خنک‌کننده‌های برقی پربازده‌تر، یا آسانی در نصب نسبت به دیگر فناوری‌های سرمایش خورشیدی (همچون سرمایش تابشی). از آنجا که مقرون به صرفه بودن سرمایش مولد نوری به تجهیزات سرمایشی بستگی دارد و با در نظر داشتن بازده کم، روش‌های سرمایش برقی تا پیش از این، بدون یارانه‌ها این روش زیاد مقرون به صرفه نبوده‌است. اما کاربرد روش‌های سرمایش برقی پربازده‌تر و اجرای برنامه‌های تسهیلات با بازپرداخت طولانی‌تر، این روند را تغییر می‌دهد. برای مثال یک دستگاه تهویه هوا با امتیاز ستاره انرژی آمریکایی ۱۰۰٬۰۰۰ و نسبت خوب ۱۴ برای بازده انرژی فصلی (SEER) حدود 7 kW نیروی برق برای سرمایش در یک روز خیلی گرم نیاز دارد. این نیاز به یک سامانه مولد برق خورشیدی 7 kW (با ظرفیت خورشید یابی صبح تا شب، و فصلی برای پوشش تفاوت زاویه ۴۷ درجه‌ای تابستان تا زمستان در حرکت خورشید) دارد. مولدهای نوری خروجی کامل خود را تنها در روزهای آفتابی دارند.
نصب یک سامانه مولد نوری خورشید یاب ۷ کیلو واتی احتمالاً به خوبی بالای ۲۰۰۰۰ دلار آمریکا هزینه می‌برد (با احتساب افت قیمت ۱۷٪کنونی قطعات مولد نوری در سال). هزینه‌های زیرساختی، سیم‌کشی، اتصالات، و مجوز NEC هم اضافه می‌شود؛ برای مثال یک سامانه تخت میله‌ای ۳۱۲۰ واتی هزینه $ ۰٫۹۹ اوج وات در هر پنل، و حتی حدود $ ۲٫۲ در ساعات اوج مصرف می‌باشد. سامانه‌های دیگر با ظرفیت‌های متفاوت باز هم گران‌تر، و سامانه‌های دارای باتری پشتیبان هم گرانتر از آن است. در پی ظهور شبکه سنجی مجاز توسط شرکت‌های ابزار آلات، یک سامانه مولد نوری می‌تواند انرژی کافی را در بازه سالانه جهت حذف هزینه برق مورد استفاده سامانه تهویه مطبوع، بسته به میزان کاهش هزینه مورد نظر فرد، تولید کند.
برای یک سامانه پربازده‌تر، تهویه مطبوع نیازمند سامانه مولد نوری کوچکتر و ارزان تری هستیم. نصب یک پمپ گرمای مرکزی زمین با کیفیت بالا ممکن است دارای SEER در حدود ۲۰ (±) باشد. یک تهویه هوا با SEER 20 برابر ۱۰۰،000BTU کمتر از ۵ میلو وات در هنگام کار نیاز داشت. فناوری‌های جدید و کم‌مصرف‌تر دارای پمپ‌های حرارتی DC اینورتر معکوس می‌توانند به امتیاز SEER بالای ۲۶ هم برسند.
هم‌اکنون سامانه‌های تهویه مطبوع برقی بدون کمپرسور جدید با SEER بالای ۲۰ در حال ورود به بازارند. نسخه‌های جدید کولرهای تبخیری غیرمستقیم تغییر فازی با استفاده از تنها یک پنکه و یک منبع آب ساختمان‌ها را بدون افزایش رطوبت داخلی سرد می‌کنند (مانند فرودگاه مک کارن در لاس وگاس نوادا). در اقلیم‌های خشک با رطوبت نسبی زیر ۴۵٪ (حدود ۴۰٪ اقلیم ایالات متحده) کولرهای تبخیر غیرمستقیم می‌تواند به SEER بالای ۲۰ و حداکثر تا SEER 40 برسند. یک کولر تبخیر غیرمستقیم ۱۰۰،000BTU تنها نیازمند برق خورشیدی کافی برای گردش پنکه (به علاوه یک منبع آب) می‌باشد.
یک سامانه مولد نیمه نوری کم هزینه می‌تواند میزان برق ماهانه مصرفی مورد نیاز تهویه مطبوع (و استفاده‌های دیگر) از شبکه توزیع برق را کاهش دهد (اما حذف نمی‌کند). با وجود یارانه‌های دولت آمریکا به میزان $ ۲٫۵۰ تا $ ۵٫۰۰ دلار در هر وات خورشیدی، هزینه مستهلک برق خورشیدی می‌تواند زیر $ ۰٫۱۵ در هر کیلووات ساعت باشد. این در برخی نواحی که برق شرکتی هم‌اکنون $ ۰٫۱۵ یا بیشتر است مقرون به صرفه می‌باشد. در خیلی مناطق برق اضافی خورشیدی در هنگام بلا استفاده بودن تهویه مطبوع را می‌توان به شبکه توزیع برق فروخت، که این می‌تواند هزینه خرید برق سالانه را کاهش دهد (یا حذف کند)(ساختمان‌های انرژی صفر را ببینید).
بازده بالای انرژی را می‌توان در طراحی بناهای جدید (یا بازسازی ساختمان‌های موجود) پیش‌بینی نمود. از زمان تأسیس اداره انرژی ایالات متحده در ۱۹۷۷، برنامه همیاری عایق بندی آنها بار گرمایش و سرمایش را بر ۵٫۵ میلیون خانوار کم درآمد به‌طور میانگین ۳۱٪ کاهش داد. هنوز صد میلیون ساختمان در آمریکا نیازمند بهبود عایق بندی هستند. ساختمان سازی‌های قراردادی بدون نظارت هنوز هم ساختمان‌های جدید ناکارآمد را می‌سازند که در ابتدای کار نیازمند عایق بندی هستند.
کاهش نیاز به گرمایش و سرمایش در ساختمان‌های جدید به نصف بسیار ساده است. با توجه به صرفه جویی در استفاده از سامانه‌های تهویه مطبوع کوچکتر و منافع دیگر، این کار هزینه اضافی برق در پی نخواهد داشت.

## سرمایش با استفاده از انرژی زمین‌گرمایی
لوله‌های زمینی یا سرمایش زمین می‌توانند از دمای محیطی زمین برای کاهش یا حذف نیاز به تهویه مطبوع معمولی بهره ببرند. در اکثر اقلیم‌هایی که مردم زندگی می‌کنند، می‌توانند تا حد زیادی گرمای انباشته ناخواسته در تابستان را کاهش دهند و نیز به خروج گرما از داخل ساختمان کمک کنند. آن‌ها هزینه ساخت را افزایش می‌دهند، اما هزینه تجهیزات تهویه مطبوع معمول را کاهش داده یا حذف می‌کنند. لوله‌های سرمایش زمینی در مناطق گرم و مرطوب استوایی که دمای محیطی زمین به حدود دمای مطلوب انسان می‌رسد، مقرون به صرفه نیستند. برای خروج گرمای ناخواسته و ورود هوای سردتر و خشک شده که از سطوح دمای محیطی زمین گذشته‌است، می‌توان از یک دودکش خورشیدی یا پنکه با مولد خورشیدی استفاده نمود. کنترل رطوبت و انقباض، عوامل مهمی در طراحی هستند. یک پمپ گرمای مرکز زمین از دمای محیطی زمین برای ارتقای SEER در گرمایش و سرمایش بهره می‌برد. یک چاه عمیق آب را برای استخراج گرمای زمین به گردش درمی‌آورد (معمولاً در هر ۲ گالن آب در تن در دقیقه). این سامانه‌های «مدار باز» در سامانه‌های اخیر بسیار رایج بود، هر چند کیفیت آب می‌توانست سبب آسیب به سیم پیچ‌های موتور گرمایی و کاستن عمر تجهیزات گردند. روش دیگر سامانه مدار بسته‌است، که در آن یک چرخه لوله وارد چاه یا چاه‌ها یا در گودال‌های مزارع می‌شوند و مایع میانی را خنک می‌کنند. هنگام استفاده از چاه‌ها، جهت ایجاد همرفت گرمایی مناسب با زمین با بنتونیت یا ماده ملات دیگری پر می‌شوند.
در گذشته این ماده مخلوط نصف نصف از پروپیلن گلیکول بود زیرا آن بر خلاف اتیلن گلیکول (مورد استفاده در رادیاتور خودرو) غیر سمی بود. پروپیلن گلیکول چسبناک است و ممکن است به تدریج برخی قطعات را در مدار به هم بچسباند، لذا دیگر از آن استفاده نمی‌شود. امروزه، رایج‌ترین ماده انتقالی مخلوطی از آب، اتیل و الکل (اتانول)است.
دمای محیطی زمین نسبت به بیشترین دمای هوا در تابستان بسیار کمتر است، و نسبت به کمترین دمای هوا در اوج زمستان بسیار بالاتر است. رسانش همرفتی آب ۲۵ برابر بیشتر از هوا است، بنابراین نسبت به پمپ گرمایی هوای خارج (که بازده آن در دمای پایین زمستان باز هم کمتر می‌شود) بسیار کارآمد تر است. همان نوع از چاه حرارت مرکزی زمین را می‌توان بدون پمپ گرمایی به کار برد؛ اما با بازده بسیار کمتر. آب با دمای مرکزی زمین از یک رادیاتور پوشیده (مانند رادیاتور خودرو) پمپ می‌شود. هوا روی رادیاتور دمیده می‌شود، و بدون تهویه مطبوع کمپرسور دار خنک می‌شود. صفحات مولد برق خورشیدی، برق مورد نیاز پمپ آب و پنکه را تولید می‌کنند، و هزینه برق تجهیزات تهویه مطبوع معمولی را ندارند. این روش تا وقتی که دمای محیطی زمین کمتر از میزان دمای مطلوب انسان است، مقرون به صرفه است. (نه در مناطق استوایی.)

## ساختمان‌های انرژی صفر
اهداف ساختمان انرژی صفر عبارت است از : فناوری‌های ساختمانی پایدار و سبز که بتوانند مخارج سالانه مربوط به انرژی را کاسته یا حذف کنند. بهترین حالت دستیابی به ساختمان کاملاً مستقل از شبکه توزیع و خودکفا است که نیازی به اتصال به شرکت‌های توزیع انرژی نداشته باشد. در مناطق گرم نیازمند به سرمایش دائمی، تهیه هوای خورشیدی پیشرو یک عامل مهم موفقیت در مسیر اهداف فوق می‌باشد.